# Cochabamba marginata
Cochabamba marginata es un insecto coleóptero de la familia Chrysomelidae. Fue descrita 1875 por Harold.